# We Came with Broken Teeth
We Came with Broken Teeth (también conocidos como Wecamewithbrokenteeth o WCWBT) fue una banda de Cybergrind formada en Kansas en el año 2005 por Kelly y Nikki.

## Historia
We Came with Broken Teeth fue formada en Kansas en el año 2005 por Kelly y Nikki como un proyecto en broma. Ellos hacían música a través de Fruity Loops Studio para PC.

### Sweet, Sweet Rock!, We're Packing, Are You? y You Bitches Couldn't Even Be Who We Was
Tras lanzar su primer álbum "Sweet, Sweet Rock!" a través de la red social myspace, We Came with Broken Teeth logró consolidar una base de fanes. En 2006 ellos publicaron su segundo álbum, "We're Packing, Are You?", en el cual se mostraba un aumento en la calidad musical y de producción por parte de la banda banda e intentaba ser más serio que su predecesor. El álbum probó ser igual de exitoso que "Sweet, Sweet Rock!". Después de "We're Packing, Are You?", este fue seguido por un demo de 4 pistas con una guitarra BC Rich Warlock a oposición de sus previas grabaciones en las cuales se utilizaba FL slayer. También el mismo año colaboraron con el sideproject del vocalista Kelly llamado Yorkshire Manor en el disco "You Bitches Couldn't Even Be Who We Was".

### Breve Reunión y Ruptura
La banda se disolvió el 14 de marzo de 2008, pero se volvieron a reunir brevemente en 2009 y lanzaron unas pocas canciones a su página de myspace. En 2010 la banda confirmó oficialmente su disolución. Mike Glen, el programador de la banda explicó que la banda se separó pues estaban "aburridos" de hacer música bajo el nombre de We Came with Broken Teeth y expresó su deseo de probar intentar cosas distintas.

## Alineación
Kelly - Voz
Nicole Davis (Nikki)- Teclados, coros
Mike Glen - Programación
Bob - Guitarra